# Operatore di Laplace
In matematica e fisica, in particolare nel calcolo differenziale vettoriale, l'operatore di Laplace o laplaciano, il cui nome è dovuto a Pierre Simon Laplace, è un operatore differenziale del secondo ordine definito come la divergenza del gradiente di una funzione in uno spazio euclideo, ed è solitamente rappresentato dai simboli {\displaystyle \nabla \cdot \nabla }, {\displaystyle \nabla ^{2}}, o {\displaystyle \Delta }.
Si tratta di un operatore ellittico, che in coordinate cartesiane è definito come la somma delle derivate parziali seconde non miste rispetto alle coordinate. L'operatore di Laplace può operare da due fino ad n dimensioni e può essere applicato sia a campi scalari, sia a campi vettoriali. Le funzioni di classe {\displaystyle C^{2}} che annullano il laplaciano, ovvero che soddisfano l'equazione di Laplace, sono le funzioni armoniche.
L'operatore di Laplace viene generalizzato a spazi non euclidei, dove si presenta anche nella forma, ad esempio, di operatore ellittico, iperbolico. In particolare, nello spaziotempo di Minkowski l'operatore di Laplace-Beltrami diventa l'operatore di d'Alembert.
Il laplaciano viene impiegato, ad esempio, per modellare la propagazione ondosa ed il flusso del calore, comparendo nell'equazione di Helmholtz. Riveste un ruolo centrale anche in elettrostatica, dove è utilizzato nell'equazione di Laplace e nell'equazione di Poisson. In meccanica quantistica rappresenta l'osservabile energia cinetica ed è presente nell'equazione di Schrödinger. In idraulica viene utilizzato per ricavare l'espressione della cadente piezometrica in funzione delle caratteristiche di una corrente intubata nel regime laminare. Infine, l'operatore di Laplace si trova al centro della teoria di Hodge e dei risultati della coomologia di De Rham.

## Definizione
Il modo più significativo per denotare l'operatore di Laplace si avvale dell'operatore differenziale vettoriale nabla elevato al quadrato, abbreviato con {\displaystyle \nabla ^{2}}. Data una funzione {\displaystyle f} in uno spazio euclideo, l'operatore di Laplace applicato a {\displaystyle f} è la divergenza {\displaystyle \nabla \cdot } del gradiente {\displaystyle \nabla f} di {\displaystyle f}:
{\displaystyle \nabla ^{2}f(\mathbf {x} )=\nabla \!\cdot \!\nabla f(\mathbf {x} )}
Si utilizzano anche le notazioni:
{\displaystyle \nabla ^{2}f=\Delta f=\nabla \!\cdot \!\nabla f}
dove l'ultima deriva dallo scrivere:
{\displaystyle \nabla =\left({\frac {\partial }{\partial x_{1}}},\cdots ,{\frac {\partial }{\partial x_{n}}}\right)}
L'operatore di Laplace in coordinate cartesiane, in uno spazio di dimensione n, è dato da:
{\displaystyle \nabla ^{2}={\partial ^{2} \over \partial x_{1}^{2}}+\dots +{\partial ^{2} \over \partial x_{n}^{2}}=\sum _{i=1}^{n}{\frac {\partial ^{2}}{\partial x_{i}^{2}}}}

## Generalizzazioni

### Operatore di Laplace-Beltrami
Il laplaciano può essere generalizzato ad un operatore ellittico definito su una varietà riemanniana e chiamato operatore di Laplace–Beltrami, mentre l'operatore di d'Alembert si generalizza ad un operatore iperbolico definito su una varietà pseudo-riemanniana. L'operatore di Laplace–Beltrami applicato ad una funzione è la traccia della relativa matrice hessiana:
{\displaystyle \Delta _{2}f=\mathrm {tr} (H(f))}
dove la traccia è calcolata rispetto all'inversa del tensore metrico. Questo operatore può essere anche generalizzato al caso di campi tensoriali con una formula simile.
Un'altra possibile generalizzazione dell'operatore di Laplace su varietà pseudo-riemanniane fa uso della derivata esterna, attraverso la quale il laplaciano assume la forma:
{\displaystyle \Delta _{2}f=d^{*}df}
dove {\displaystyle d^{*}} è il codifferenziale. Si nota che rispetto alla definizione data in precedenza c'è la differenza di segno.
In generale, il laplaciano è esteso alle forme differenziali {\displaystyle \alpha } per mezzo dell'operatore di Laplace–de Rham:
{\displaystyle \Delta _{2}\alpha =d^{*}d\alpha +dd^{*}\alpha }
che si relaziona all'operatore di Laplace–Beltrami attraverso l'identità di Weitzenböck.

### D'Alembertiano
L'operatore di Laplace può essere generalizzato in alcuni modi a spazi non euclidei, dove può essere un operatore ellittico, iperbolico o ultraiperbolico. Nello spaziotempo di Minkowski l'operatore di Laplace–Beltrami diventa l'operatore di d'Alembert:
{\displaystyle \square ={\frac {1}{c^{2}}}{\partial ^{2} \over \partial t^{2}}-{\partial ^{2} \over \partial x^{2}}-{\partial ^{2} \over \partial y^{2}}-{\partial ^{2} \over \partial z^{2}}}

## Altri sistemi di coordinate
In coordinate polari il laplaciano di {\displaystyle f} è:
{\displaystyle {\begin{aligned}\nabla ^{2}f&={1 \over r}{\partial  \over \partial r}\left(r{\partial f \over \partial r}\right)+{1 \over r^{2}}{\partial ^{2}f \over \partial \theta ^{2}}\\&={1 \over r}{\partial f \over \partial r}+{\partial ^{2}f \over \partial r^{2}}+{1 \over r^{2}}{\partial ^{2}f \over \partial \theta ^{2}}\end{aligned}}}
Un'altra forma del laplaciano in coordinate sferiche è:
{\displaystyle \nabla ^{2}={1 \over r^{2}}{\partial  \over \partial r}\left(r^{2}{\partial  \over \partial r}\right)+{1 \over r^{2}}\left(\wedge ^{2}\right)}
Dove {\displaystyle \wedge ^{2}} è il legendriano, ed è la parte angolare del Laplaciano. Questa forma viene utilizzata nella meccanica quantistica per il calcolo dell'hamiltoniano nel caso della rotazione in tre dimensioni di una particella, ed è definita come:
{\displaystyle \wedge ^{2}={\frac {1}{\sin ^{2}\theta }}{\partial ^{2} \over \partial \phi ^{2}}+{1 \over \sin \theta }{\partial  \over \partial \theta }\left(\sin \theta {\partial  \over \partial \theta }\right)}
Questa rappresentazione è particolarmente importante perché consente l'applicazione del metodo della separazione delle variabili nell'equazione differenziale alle derivate parziali che si deve calcolare per risolvere l'equazione di Schrödinger, per il caso appunto di una particella che si muove sulla superficie di una sfera.

### 3 dimensioni
In tre dimensioni e nelle coordinate cartesiane è:
{\displaystyle \nabla ^{2}\!f={\dfrac {\partial ^{2}\!f}{\partial x^{2}}}+{\dfrac {\partial ^{2}\!f}{\partial y^{2}}}+{\dfrac {\partial ^{2}\!f}{\partial z^{2}}}}
mentre in coordinate cilindriche:
{\displaystyle \nabla ^{2}f={1 \over r}{\partial  \over \partial r}\left(r{\partial f \over \partial r}\right)+{1 \over r^{2}}{\partial ^{2}f \over \partial \theta ^{2}}+{\partial ^{2}f \over \partial z^{2}}}
e nelle coordinate sferiche assume la forma:
{\displaystyle {\begin{aligned}\nabla ^{2}f&={1 \over r^{2}}{\partial  \over \partial r}\left(r^{2}{\partial f \over \partial r}\right)+{1 \over r^{2}\sin \theta }{\partial  \over \partial \theta }\left(\sin \theta {\partial f \over \partial \theta }\right)+{1 \over r^{2}\sin ^{2}\theta }{\partial ^{2}f \over \partial \phi ^{2}}\\&={1 \over r}{\partial ^{2} \over \partial r^{2}}\left(rf\right)+{1 \over r^{2}\sin \theta }{\partial  \over \partial \theta }\left(\sin \theta {\partial f \over \partial \theta }\right)+{1 \over r^{2}\sin ^{2}\theta }{\partial ^{2}f \over \partial \phi ^{2}}\end{aligned}}}
In coordinate curvilinee {\displaystyle (\xi ^{1},\xi ^{2},\xi ^{3})}, si ha:
{\displaystyle \nabla ^{2}=\nabla \xi ^{m}\cdot \nabla \xi ^{n}{\partial ^{2} \over \partial \xi ^{m}\partial \xi ^{n}}+\nabla ^{2}\xi ^{m}{\partial  \over \partial \xi ^{m}}}
dove si utilizza la notazione di Einstein.

### ndimensioni
In un generico numero n (finito) di dimensioni, qualora lo spazio abbia metrica definita positiva, cioè sia euclideo, vale la seguente espressione cartesiana:
{\displaystyle \nabla ^{2}=\sum _{i=1}^{n}{\partial ^{2} \over \partial {x_{i}}^{2}}}
È anche possibile applicare l'operatore a un campo vettoriale {\displaystyle \mathbf {f} (\mathbf {x} )=\mathbf {u} _{x}f_{x}+\mathbf {u} _{y}f_{y}+\mathbf {u} _{z}f_{z}}: in tal caso è sufficiente applicarlo separatamente alle tre componenti scalari cartesiane, e i tre scalari ottenuti rappresentano le componenti cartesiane del vettore risultante. Si ottiene quindi:
{\displaystyle \nabla ^{2}\mathbf {f} =\mathbf {u} _{x}\nabla ^{2}f_{x}+\mathbf {u} _{y}\nabla ^{2}f_{y}+\mathbf {u} _{z}\nabla ^{2}f_{z}}
In coordinate sferiche, con la parametrizzazione {\displaystyle x=r\theta \in \mathbb {R} ^{n}}, in cui {\displaystyle r} è il raggio e {\displaystyle \theta } un elemento della sfera unitaria {\displaystyle S^{n-1}}, si ha:
{\displaystyle \Delta f={\frac {\partial ^{2}f}{\partial r^{2}}}+{\frac {n-1}{r}}{\frac {\partial f}{\partial r}}+{\frac {1}{r^{2}}}\Delta _{S^{n-1}}f}
dove {\displaystyle \Delta _{S^{n-1}}} è l'operatore di Laplace-Beltrami sulla (n−1)-sfera, noto anche come laplaciano sferico. I termini radiali possono essere anche scritti come:
{\displaystyle {\frac {1}{r^{n-1}}}{\frac {\partial }{\partial r}}{\Bigl (}r^{n-1}{\frac {\partial f}{\partial r}}{\Bigr )}}
Come conseguenza, il laplaciano sferico di una funzione definita su {\displaystyle S^{n-1}\subset \mathbb {R} ^{n}} può essere calcolato come l'usuale laplaciano della funzione estesa a {\displaystyle \mathbb {R} ^{n}}.

## Proprietà di base
Il laplaciano è un operatore lineare:
{\displaystyle \nabla ^{2}(a\cdot f+b\cdot g)\,=\,a\cdot \nabla ^{2}f+b\cdot \nabla ^{2}g}
Direttamente dalla regola di derivazione del prodotto si ricava l'espressione:
{\displaystyle \nabla ^{2}(f\cdot g)=(\nabla ^{2}f)\cdot g+2(\nabla f)\cdot (\nabla g)+f\cdot (\nabla ^{2}g)}
Se si cerca di approssimare l'applicazione dell'operatore di Laplace a una funzione {\displaystyle f(\mathbf {x} )} utilizzando i metodi numerici, vanno notate alcune interessanti proprietà. Ricordando la definizione di derivata di una funzione di una variabile:
{\displaystyle {\frac {\partial f}{\partial x}}=\lim _{\varepsilon \rightarrow 0}{\frac {f(x+\varepsilon )-f(x)}{\varepsilon }}}
e applicandola poi sulle diverse dimensioni dello spazio ambiente in modo da ottenere la somma delle derivate seconde lungo le diverse coordinate, si ottiene che il valore del laplaciano è simile al valore della media della funzione di campo in quel punto. In sostanza, il laplaciano mostra come varia localmente la funzione nello spazio. Se si scrive:
{\displaystyle {\frac {\partial ^{2}f}{\partial x^{2}}}=\lim _{\varepsilon \rightarrow 0}{\frac {1}{\varepsilon }}\left({{\frac {f(x+\varepsilon )-f(x)}{\varepsilon }}-{\frac {f(x)-f(x-\varepsilon )}{\varepsilon }}}\right)}
quindi si può scrivere:
{\displaystyle {\frac {\partial ^{2}f}{\partial x^{2}}}=\lim _{\varepsilon \rightarrow 0}{\frac {f(x+\varepsilon )-2f(x)+f(x-\varepsilon )}{\varepsilon ^{2}}}}
Questa proprietà diventa molto interessante nel caso del campo elettrostatico dato che l'operatore di Laplace del potenziale elettrico di un punto nello spazio è la divergenza dell'opposto del campo elettrostatico (ricordando che il laplaciano di un campo scalare è la divergenza del gradiente di tale campo):
{\displaystyle \nabla \cdot (\nabla \phi )=\nabla \cdot (-E)}
poiché il campo elettrostatico è definito come l'opposto del gradiente del potenziale elettrico. Quindi il laplaciano segnala la variazione della densità di carica nello spazio.
L'operatore di Laplace risulta molto utile anche nel caso di risoluzioni numeriche di equazioni tramite il metodo delle differenze finite. Il laplaciano in un punto della griglia sarà nullo solamente se il valore scalare del punto sarà uguale ai valori scalari dei punti vicini. Questo viene utilizzato nei metodi del rilassamento per risolvere un'equazione differenziale alle derivate parziali come quella di Poisson o quella di Helmholtz o l'equazione della diffusione.